# کریستوفر مک‌کندلس
کریستوفر مک‌کندلس (انگلیسی: Christopher McCandless؛ ‏ ‎/məˈkændlɪs/‎؛ ‏ ۱۲ فوریهٔ ۱۹۶۸ – حوالی ماه اوت ۱۹۹۲) جوان ماجراجوی آمریکایی بود که به تنهایی و بدون تجهیزات و غذای کافی، به نقاط دورافتادهٔ آلاسکا سفر کرد و از گرسنگی درگذشت. هدف او، آن بود که مدتی را در تنهایی و به‌سادگی هرچه تمام و به‌دور از تمدن زندگی کند. جسد او را، یک شکارچی گوزن، چهار ماه بعد از ورود کریستوفر به آلاسکا، در درون اتوبوس ۱۴۲ اوراقی هاروستر ساختِ ۱۹۶۰ در کرانهٔ جنوبی «رودخانهٔ سوشانا» یافت؛ در حالی که تنها ۳۰ کیلوگرم وزن داشت. در آخرین نوشتهٔ وی در دفترچه خاطراتش، عبارتِ «روز ۱۰۷ام» نگاشته شده‌است و از روز ۱۰۸ تا روز ۱۱۳، چیزی نوشته نشده و تنها، «کج‌خط‌هایی» (/) گذاشته شده‌است. شکارچی مذکور که خودش به دنبال سرپناهی بوده‌است، به محض دیدن اتوبوسِ اوراقی، وارد آن شده و احساس می‌کند که بوی غذای فاسد شده می‌آید. بعد متوجه توده‌ای در درون یک کیسه‌خواب می‌شود و بلافاصله با بی‌سیم به پلیس اطلاع می‌دهد. یک روزِ بعد، وقتی پلیس به محل مذکور می‌رسد، جسد پوسیدهٔ مک‌کندلس را در درون کیسه‌خواب می‌یابند و تحقیقات نشان می‌دهد که وی در اثر گرسنگی، در ماه اوت ۱۹۹۲ درگذشته بود. جسد وی سوزانده شد و خاکستر آن توسط خواهرش در پهنای آلاسکا پخش شد. 
ماجرای زندگی او در سال ۱۹۹۶ در کتابی منتشر شد و فیلم به‌سوی طبیعت وحشی محصول سال ۲۰۰۷ به کارگردانی شان پن اقتباسی است که بر اساس آن ساخته شد.